# Chyzhove
Chyzhove  (ucraniano: Чижове) es una localidad del Raión de Berezivka en el Óblast de Odesa de Ucrania. Según el censo de 2001, tiene una población de 472 habitantes.